# 데가라역
데가라역(일본어: 手柄駅, てがらえき)은 일본 효고현 히메지시 가메야마 정에 있는 산요 전기철도 본선의 역이다. 역 번호는 SY 42이다. 부역명은 데가라야마 중앙 공원이다.

## 역 구조
상대식 승강장 2면 2선의 지상역이다. 역사는 고베 방면 승강장 고베 방향에 있으며 반대쪽의 히메지 방향 승강장은 구내 건널목에서 연결된다.
기계화 무인화(자동 개찰기・자동 매표기・자동 정산기・인터폰・감시 카메라・구내 방송 장치 등)이 도입되었는데, 관리역으로 인터폰으로 이야기하고 기기의 원격 조작도 일부 존재한다. 무인역이므로 역무원은 상주하지 않지만 정기적으로 순회한다.
또한, 옆의 산요히메지 역까지 1.3km 거리로 짧고 바로 앞에서 동쪽으로 급커브하기 때문에 하행 직통 특급은 본 역 진입 직전에 후퇴하게 된다.

### 승강장
| 역사측 | ■ 본선(상행) | 시카마・아카시・산노미야 방면 |
| 반대측 | ■ 본선(하행) | 히메지 행                     |

## 역 주변
역 서쪽에는 히메지 시 중앙 도매 시장이 인접하고 있다. 1986년까지는 시장과 틈새를 국철 반탄 선(시카마코 선)이 통과했으며 1957년부터 1979년 동안에는 본 노선에서 분기하는 형태로 히메지시조 역이 설치되어 있었다.
역의 서쪽으로 500m 거리에 데가라 산에는 놀이 공원이나 육상 경기장, 수영장 등이 있다. 1966년 5월, 히메지 역전에서 데가라야마 역까지 1.6km였고, 히메지 시 교통국(후일, 히메지 시 기업국 교통 사업부)의 시영 모노레일이 개통하였지만 1974년에 휴업, 1979년에 폐지되었다. 데가라에서 산요히메지에 걸친 서쪽 차창에서는 오랫동안 이 노선의 독특한 록히드식 모노레일의 궤도와 교각 흔적이 보였으나 이들도 JR 히메지 역 주변의 고가화 공사로 인하여 부분 철거되었다.
선착장 강이 역과 데가라 산 사이를 남류한다. 모노레일은 이 강을 끼고 달리고 있었다.
- 데가라야마 중앙 공원
  - 히메지 시립 히메지 구장
  - 히메지 시립 육상 경기장
  - 히메지 시립 중앙 체육관
  - 효고 현립 무도관
  - 히메지 시립 수족관
  - 데가라야마 온실 식물원
  - 히메지 시립 히메지 평화 자료관
  - 히메지 시 문화 센터
  - 히메지 시 데가라야마 유원(여름에는 시민 풀장도 영업)
- 히메지 시립 도서관 데가라 분관
- 히메지 시립 산요 중학교
- 히메지 시립 데가라 초등학교
- 나다기쿠 주조
- 히메지 경찰서 데가라 파출소
- 히메지 시청(본청)
- 히메지 데가라 우체국

## 역사
- 1923년 8월 19일: 데가라(구) 역 개통, 현 역보다 0.4km 히메지 방향에 위치하였음.
- 1945년 7월 20일: 데가라(구) 역 폐지.
- 1958년 8월 1일: 데가라(현) 역 개업.
- 2006년 3월 26일: 산요히메지 ~ 데가라 간 산요 본선과 왕복 변환 공사에 따라 당일만 한하여 고베 방면으로부터의 회송역이 됨.

## 인접역
| 산요 전기철도 ■ 본선                 | 산요 전기철도 ■ 본선 | 산요 전기철도 ■ 본선             |
| ------------------------------------ | -------------------- | -------------------------------- |
| SY 41 가메야마 우메다・니시다이 방면 | ■ S특급 ■ 보통       | 산요히메지 SY 43 산요히메지 방면 |